# Anabarhynchus arenarius
Anabarhynchus arenarius är en tvåvingeart som beskrevs av Lyneborg 1992. Anabarhynchus arenarius ingår i släktet Anabarhynchus och familjen stilettflugor. Inga underarter finns listade i Catalogue of Life.